# Episodi di The Andy Griffith Show (prima stagione)
La prima stagione della serie televisiva The Andy Griffith Show è andata in onda negli Stati Uniti dal 3 ottobre 1960 al 22 maggio 1961 sulla CBS.
| nº | Titolo originale             | Prima TV USA     |
| -- | ---------------------------- | ---------------- |
| 1  | The New Housekeeper          | 3 ottobre 1960   |
| 2  | The Manhunt                  | 10 ottobre 1960  |
| 3  | The Guitar Player            | 17 ottobre 1960  |
| 4  | Ellie Comes to Town          | 24 ottobre 1960  |
| 5  | Irresistible Andy            | 31 ottobre 1960  |
| 6  | Runaway Kid                  | 7 novembre 1960  |
| 7  | Andy the Matchmaker          | 14 novembre 1960 |
| 8  | Opie's Charity               | 28 novembre 1960 |
| 9  | A Feud Is a Feud             | 5 dicembre 1960  |
| 10 | Ellie for Council            | 12 dicembre 1960 |
| 11 | Christmas Story              | 19 dicembre 1960 |
| 12 | Stranger in Town             | 26 dicembre 1960 |
| 13 | Mayberry Goes Hollywood      | 2 gennaio 1961   |
| 14 | The Horse Trader             | 9 gennaio 1961   |
| 15 | Those Gossipin' Men          | 16 gennaio 1961  |
| 16 | The Beauty Contest           | 23 gennaio 1961  |
| 17 | Alcohol and Old Lace         | 30 gennaio 1961  |
| 18 | Andy the Marriage Counselor  | 6 febbraio 1961  |
| 19 | Mayberry on Record           | 13 febbraio 1961 |
| 20 | Andy Saves Barney's Morale   | 20 febbraio 1961 |
| 21 | Andy and the Gentleman Crook | 27 febbraio 1961 |
| 22 | Cyrano Andy                  | 6 marzo 1961     |
| 23 | Andy and Opie, Housekeepers  | 13 marzo 1961    |
| 24 | The New Doctor               | 27 marzo 1961    |
| 25 | A Plaque for Mayberry        | 3 aprile 1961    |
| 26 | The Inspector                | 10 aprile 1961   |
| 27 | Ellie Saves a Female         | 17 aprile 1961   |
| 28 | Andy Forecloses              | 24 aprile 1961   |
| 29 | Quiet Sam                    | 1º maggio 1961   |
| 30 | Barney Gets His Man          | 8 maggio 1961    |
| 31 | The Guitar Player Returns    | 15 maggio 1961   |
| 32 | Bringing Up Opie             | 22 maggio 1961   |

## The New Housekeeper
- Prima televisiva: 3 ottobre 1960
- Diretto da: Sheldon Leonard
- Scritto da: Charles Stewart, Jack Elinson

### Trama
- Guest star: Mary Treen (Rose), Frank Ferguson (Wilbur Pines), Cheerio Meredith (Emma Brand)

## The Manhunt
- Prima televisiva: 10 ottobre 1960
- Diretto da: Don Weis
- Scritto da: Jack Elinson, Charles Stewart

### Trama
- Guest star: Norman Leavitt (Cal), Frank Gerstle (Dirksen), Mike Steen (ufficiale Morgan), Lillian Culver (Mrs. Fife), Frank Challee (Loafer), Cheerio Meredith (Emma Brand), Dick Elliott (sindaco Pike)

## The Guitar Player
- Prima televisiva: 17 ottobre 1960
- Diretto da: Don Weis
- Scritto da: Charles Stewart, Jack Elinson

### Trama
- Guest star: Jonathan Hole (Orville Monroe), Henry Slate (Bobby Fleet), Connie Van (cameriera), James Best (Jim Lindsey), Dub Taylor (Bartlett, the Postman)

## Ellie Comes to Town
- Prima televisiva: 24 ottobre 1960
- Diretto da: Don Weis
- Scritto da: Jack Elinson, Charles Stewart

### Trama
- Guest star: Elinor Donahue (Ellie Walker), Cheerio Meredith (Emma Brand)

## Irresistible Andy
- Prima televisiva: 31 ottobre 1960
- Diretto da: Don Weis
- Scritto da: Frank Tarloff

### Trama
- Guest star: Robert Easton (Pete Johnson), Bill Mullikin (Franklin Pomeroy), Ray Lanier (Charlie Beasley), Elinor Donahue (Ellie Walker), Harry Antrim (Fred Walker)

## Runaway Kid
- Prima televisiva: 7 novembre 1960
- Diretto da: Don Weis
- Scritto da: Arthur Stander

### Trama
- Guest star: Dennis Holmes (Steve), Pat Losby (Tommy), Pat Rosson (George)

## Andy the Matchmaker
- Prima televisiva: 14 novembre 1960
- Diretto da: Don Weis
- Scritto da: Arthur Stander

### Trama
- Guest star: Jack Mann (Tracy Crawford), Amzie Strickland (Miss Rosemary), Elinor Donahue (Ellie Walker)

## Opie's Charity
- Prima televisiva: 28 novembre 1960
- Diretto da: Don Weis
- Scritto da: Arthur Stander

### Trama
- Guest star: Lurene Tuttle (Annabelle Silby), Stuart Erwin (Tom Silby)

## A Feud is a Feud
- Prima televisiva: 5 dicembre 1960
- Diretto da: Don Weis
- Scritto da: Frank Tarloff

### Trama
- Guest star: Claude Johnson (Josh Wakefield), Chubby Johnson (Mr. Carter), Tammy Windsor (Hannah Carter), Arthur Hunnicutt (Mr. Wakefield)

## Ellie for Council
- Prima televisiva: 12 dicembre 1960
- Diretto da: Bob Sweeney
- Scritto da: Charles Stewart, Jack Elinson

### Trama
- Guest star: Dorothy Neumann (Rita Campbell), Florence MacMichael (Hilda Mae), Frank Ferguson (Sam Lindsey), Forrest Lewis (Angry Man), Elinor Donahue (Ellie Walker), Hal Smith (Otis Campbell), Mary Treen (Clara Lindsey)

## Christmas Story
- Prima televisiva: 19 dicembre 1960
- Diretto da: Bob Sweeney
- Scritto da: Frank Tarloff

### Trama
- Guest star: Sam Edwards (Jim Muggins), Joy Ellison (Ethie Muggins), Margaret Kerry (Bess Muggins), Kelly Flynn (Billy Muggins), Elinor Donahue (Ellie Walker), Will Wright (Ben Weaver)

## Stranger In Town
- Prima televisiva: 26 dicembre 1960
- Diretto da: Don Weis
- Scritto da: Arthur Stander

### Trama
- Guest star: Sara Seegar (Mrs. Buntley), Walter Baldwin (Floyd), Bill Erwin (George Sepley), William Lanteau (Ed Sawyer), George Dunn (Pete), Marlene Willis (Lucy Matthews), Pat Colby (Bill Matthews), Phil Chambers (Jason)

## Mayberry Goes Hollywood
- Prima televisiva: 2 gennaio 1961
- Diretto da: Bob Sweeney
- Scritto da: John Fenton Murray, Benedict Freedman

### Trama
- Guest star: Dan Frazer (Mr. Harmon), Josie Lloyd (Juanita Pike), Howard McNear (Floyd Lawson), Jonathan Hole (Orville Monroe), Dick Elliott (sindaco Pike)

## The Horse Trader
- Prima televisiva: 9 gennaio 1961
- Diretto da: Bob Sweeney
- Scritto da: Charles Stewart, Jack Elinson

### Trama
- Guest star: Pearl Cooper (Council Member), Spec O'Donald (Council Member), Elinor Donahue (Ellie Walker), Dick Elliott (sindaco Pike), Max Showalter (Ralph Mason)

## Those Gossipin' Men
- Prima televisiva: 16 gennaio 1961
- Diretto da: Bob Sweeney
- Scritto da: Charles Stewart, Jack Elinson

### Trama
- Guest star: Jonathan Hole (Orville Monroe), Phil Chambers (Jason), Harry Antrim (Fred Walker), Mary Treen (Clara Lindsey), Jack Finch (Wilbur Finch), Cheerio Meredith (Emma Brand), Howard McNear (Floyd Lawson), Sara Seegar (Telephone Gossiper)

## The Beauty Contest
- Prima televisiva: 23 gennaio 1961
- Diretto da: Bob Sweeney
- Scritto da: Jack Elinson, Charles Stewart

### Trama
- Guest star: Elvia Allman (Henrietta Swanson), Joy Ellison (Mary Wiggins), Frank Ferguson (Sam Lindsey), Josie Lloyd (Josephine Pike), Lillian Bronson (Erma Bishop), Yvonne Adrian (Darlene Swanson), Elinor Donahue (Ellie Walker), Howard McNear (Floyd Lawson), Dick Elliott (sindaco Pike)

## Alcohol and Old Lace
- Prima televisiva: 30 gennaio 1961
- Diretto da: Gene Reynolds
- Scritto da: Charles Stewart, Jack Elinson

### Trama
- Guest star: Thom Carney (Rube Sloan), Gladys Hurlbut (Clarabelle Morrison), Jack Prince (Ben Sewell), Charity Grace (Jennifer Morrison), Howard McNear (Floyd Lawson), Hal Smith (Otis Campbell)

## Andy, the Marriage Counselor
- Prima televisiva: 6 febbraio 1961
- Diretto da: Gene Reynolds
- Scritto da: Frank Tarloff

### Trama
- Guest star: Norman Leavitt (Gil), Jesse White (Fred Boone), Forrest Lewis (Cliff), Tim Stevenson (Billy), Claudia Bryar (Jenny Boone)

## Mayberry on Record
- Prima televisiva: 13 febbraio 1961
- Diretto da: Gene Reynolds
- Scritto da: Benedict Freedman, John Fenton Murray

### Trama
- Guest star: Hugh Marlowe (Mr. Maxwell), George Dunn (Pete), Elinor Donahue (Ellie Walker), Howard McNear (Floyd Lawson), Bill Erwin (Investor in Hat)

## Andy Saves Barney's Morale
- Prima televisiva: 20 febbraio 1961
- Diretto da: Bob Sweeney
- Scritto da: Frank Tarloff

### Trama
- Guest star: Burt Mustin (Jud Fletcher), Joseph Hamilton (Chester Jones), George Dunn (Pete), Florence MacMichael (Hilda Mae), Dick Elliott (sindaco Pike), Hal Smith (Otis Campbell), Howard McNear (Floyd Lawson)

## Andy and the Gentleman Crook
- Prima televisiva: 27 febbraio 1961
- Diretto da: Bob Sweeney
- Scritto da: Ben Gershman, Leo Solomon

### Trama
- Guest star: Mike Steen (sergente), Hal Smith (Otis Campbell), Dan Tobin ("Gentleman" Dan Caldwell)

## Cyrano Andy
- Prima televisiva: 6 marzo 1961
- Diretto da: Bob Sweeney
- Scritto da: Jack Elinson, Charles Stewart

### Trama
- Guest star: Elinor Donahue (Ellie Walker), Betty Lynn (Thelma Lou)

## Andy and Opie, Housekeepers
- Prima televisiva: 13 marzo 1961
- Diretto da: Bob Sweeney
- Scritto da: Frank Tarloff

### Trama
- Guest star: Rory Stevens (Jimmy), Hope Summers (Bertha Edwards)

## The New Doctor
- Prima televisiva: 27 marzo 1961
- Diretto da: Bob Sweeney
- Scritto da: Jack Elinson, Charles Stewart

### Trama
- Guest star: Elinor Donahue (Ellie Walker), George Nader (dottor Robert Benson)

## A Plaque for Mayberry
- Prima televisiva: 3 aprile 1961
- Diretto da: Bob Sweeney
- Scritto da: Ben Gershman, Leo Solomon

### Trama
- Guest star: Burt Mustin (Jud Fletcher), Dorothy Neumann (Rita Campbell), Joseph Hamilton (consigliere), Joseph Crehan (consigliere), Carol Veazie (Mrs. Wicks), Hal Smith (Otis Campbell), Isabel Randolph (Harriet Bixby), Dick Elliott (sindaco Pike)

## The Inspector
- Prima televisiva: 10 aprile 1961
- Diretto da: Bob Sweeney
- Scritto da: Jack Elinson, Charles Stewart

### Trama
- Guest star: Willis Bouchey (Mr. Brady), Ray Lanier (Sam), Jack Prince (Luke Reiner), Hal Smith (Otis Campbell), Tod Andrews (Ralph Case)

## Ellie Saves a Female
- Prima televisiva: 17 aprile 1961
- Diretto da: Bob Sweeney
- Scritto da: Frank Tarloff

### Trama
- Guest star: Bob McQuain (One of the Jenkins Men), Edris March (Frances Flint), Elinor Donahue (Ellie Walker), R. G. Armstrong (Mr. Flint)

## Andy Forecloses
- Prima televisiva: 24 aprile 1961
- Diretto da: Bob Sweeney
- Scritto da: Leo Solomon, Ben Gershman

### Trama
- Guest star: Sam Edwards (Lester Scoby), Will Wright (Ben Weaver), Joy Ellison (Mary Scoby), Bob McQuain (Bill), Margaret Kerry (Helen Scoby), Jack Prince (Rummage Sale Customer), Hope Summers (Bertha Edwards)

## Quiet Sam
- Prima televisiva: 1º maggio 1961
- Diretto da: Bob Sweeney
- Scritto da: Everett Greenbaum, James Fritzell

### Trama
- Guest star: William Schallert (Sam Becker), Howard McNear (Floyd Lawson), Hal Smith (Otis Campbell)

## Barney Gets His Man
- Prima televisiva: 8 maggio 1961
- Diretto da: Bob Sweeney
- Scritto da: Ben Gershman, Leo Solomon

### Trama
- Guest star: Burt Mustin (Bystander), Norman Leavitt (Coffee Shop Owner), Joseph Hamilton (Bystander), Bob McQuain (sergente Johnson), Mike Steen (sergente Miller), Betty Lynn (Thelma Lou), Barney Phillips (Eddie Brooke)

## The Guitar Player Returns
- Prima televisiva: 15 maggio 1961
- Diretto da: Bob Sweeney
- Scritto da: Jack Elinson, Charles Stewart

### Trama
- Guest star: Herb Ellis (Bobby Fleet), Thomas Browne Henry (Repossession Agent), Phil Chambers (Jason), Howard McNear (Floyd Lawson), Dick Elliott (sindaco Pike), James Best (Jim Lindsey), Elinor Donahue (Ellie Walker)

## Bringing Up Opie
- Prima televisiva: 22 maggio 1961
- Diretto da: Bob Sweeney
- Scritto da: Charles Stewart, Jack Elinson

### Trama
- Guest star: Mike Brent (Boy with Apples), Hal Smith (Otis Campbell)